# Macrostylis longissima
Macrostylis longissima är en kräftdjursart som beskrevs av Boris Vladimirovich Mezhov 1981. Macrostylis longissima ingår i släktet Macrostylis och familjen Macrostylidae. Inga underarter finns listade i Catalogue of Life.